# Taça do Atlântico de 1956
A Taça do Atlântico de 1956, ou ainda Copa del Atlántico 1956, foi a primeira edição desta competição sul-americana, que teve como organizadores e participantes a Argentina, Brasil e Uruguai. Nesta competição, o Brasil foi o campeão. A disputa tinha como objetivo fortalecer a competição entre os países que possuíam o melhor futebol do continente.

## Jogos
| Jogos    |                                     |                         |                    |                    |
| Data     | Local                               | Partida (Resutado)      | Partida (Resutado) | Partida (Resutado) |
| 24/07/56 | Estádio do Maracanã, Rio de Janeiro | Brasil 2 - 0 Uruguai    |                    |                    |
| 01/08/56 | Estádio Centenário, Montevideo      | Uruguai 1 - 2 Argentina |                    |                    |
| 08/08/56 | Estádio El Cilindro, Avellaneda     | Argentina 0 - 0 Brasil  |                    |                    |

### Ficha Técnica dos Jogos
Jogo 1
| 24 de junho de 1956 | Brasil            | 2 x 0 | Uruguai | Estádio do Maracanã, Rio de Janeiro |
|                     | Zizinho · Canário |       |         | Árbitro: Frederico Lopes            |

Jogo 2
| 01 de julho de 1956 | Uruguai                 | 1 x 2 | Argentina              | Estadio Centenario, Montevideo |
|                     | Julio César Abbadie 56' |       | Ernesto Grillo 52' 82' | Árbitro: Erwin Hieger          |

Jogo 3
| 08 de julho de 1956 | Argentina | 0 x 0 | Brasil | Estadio El Cilindro, Avellaneda |
|                     |           |       |        | Árbitro: Frederico Lopes        |

## Torneio
A competição estreou com o Brasil vencendo o Uruguai. Zizinho cobrando falta. Canário em passe de Leônidas. O jogo teve muita confusão, protestos contra a arbitragem e entrada da polícia em campo para serenar os ânimos.  Argentina 2 a 1 no Uruguai em Montevidéu. Grillo fez o primeiro. Sacia chutou e Abadia empatou. Outra jogada de Grillo. 2 a 1. Foi a primeira vitória da Argentina no Uruguai em 13 anos.  Na última partida, Brasil e Argentina empataram e 0 a 0 e o Brasil ficou com o título devido ao saldo de gols. 